# Давид Рикардо
Давид Рикардо или Дейвид Рикардо (на английски: David Ricardo) е английски икономист, един от най-видните представители на зрелия класицизъм в икономическата наука, последовател и същевременно опонент на Адам Смит. Големи са неговите заслуги за утвърждаване на трудовата теория за стойността, която той твърдо отстоява. Основното му произведение е „За принципите на политическата икономия и данъчното облагане“ (1817 г.).

## Биография
Дейвид Рикардо произхожда от семейството на испански евреи, напуснало Испания заради репресии на верска основа и установило се, първо в Холандия, а после в Англия.

## Основни идеи и възгледи
Давид Рикардо е привърженик на концепцията за икономически либерализъм, недопускащ никакво държавно вмешателство в икономиката и предполагащ свободно предприемачество и свободна търговия.
Основните положения в неговите теории:
1. Главната задача на политическа икономика е да определи закони, управляващи разпределението на доходите („продукта на земята“, националния доход) между трите класи;
2. Държавата не трябва да се намесва нито в производството, нито в размяната, нито в разпределението. Държавната политика трябва да е изградена на икономически принципи, а основният способ за взаимодействие на държавата с населението трябва да се свежда до данъчното облагане. Но данъците не трябва да са големи, тъй като ако голяма част от капитала се изземе от оборота, то резултатът ще е нищета на голяма част от населението, тъй като единственият източник на ръст на богатството е потреблението;
3. Движеща сила на общественото развитие е личният интерес – обществото е съвкупност от „егоисти“, които нямат други грижи освен личните си интереси и на тях им е чужд стремежът за общото благо и щастие.

### Теория за разпределението на доходите
Според него съществуват три основни класи, едни от които движат общественото развитие – бизнес класата, чиито членове осъществяват промишлената революция, земевладелците и работници и съответстващите им три вида доходи:
1. - земевладелци – рента;
  - собствениците на парите и капитала, необходим за обработката на тази земя – печалба;
  - работници, обработващи земята – заплата.

Заслугата на Рикардо е, че изследва количествените закономерности и зависимостта между трите вида доход.
Рентата за него е онзи дял от продукта на земята, който се плаща на земевладелеца, а източник на рентата – прилагания към земята труд. Тъй като обаче земята е ограничена, и в определен момент се налага обработката на второкачествени и по-неплодородни земи, стойността на селскостопанските продукти се определя от труда, вложен в най-некачествените земи. Тези земи не носят рента, а само средна печалба от вложения труд. В по-плодородните участъци се стига до печалба над средната, като тази добавъчна печалба се присвоява от собствениците на по-плодородните земи. Изводът е, че рентата представлява разликата между издръжките на производството в най-лошокачествените участъци (определящи естествената цена) и по-плодородните участъци земя.
Печалбата според Рикардо е най-важната мотивация за движението и натрупването на капитала и икономическото развитие.
Рикардо разглежда трудът като стока, а работната заплата е цената на труда. Според него тя зависи от една страна от предлагането и търсенето на работници, а от друга от цената на стоките, за които се изразходва работната заплата. Т.нар. естествена цена на труда е онази цена, която е необходима за да даде възможност на работниците да съществуват и да продължават рода си без техния брой да се променя. Така растежът на населението води до превишаване на предлагането над търсенето, което предизвиква падане на цената на труда под неговата естествена стойност, и обратното.
Според Рикардо пазарната цена на труда винаги се колебае около неговата естествена цена.

### Теория за стойността
Основен принцип на разменната стойност: Заключеният в стоката труд определя нейната разменност.
Рикардо създава единна трудова теория за стойността. Според него за стойността на стоките следва да се отчита не само трудът за производството на дадена стока, но и овеществения труд (трудът, изразходван за оръдията, инструментите и сградите, включени в процеса на производство на дадения продукт). Рикардо е първият, който разграничава новосъздадената стойност от пренесената върху стойността на продукта вече съществуваща стойност (за производство).
Грешка на Рикардо е, че смята, че капиталът не създава стойност, а неговата стойност само се пренася върху стойността на продукта, който е създаден с помощта на този капитал.
Рикардо разграничава потребителна стойност и разменна стойност на стоките и съзнава, че полезността на стоките не може да служи за мярка на тяхната разменна стойност. Примерно водата и въздухът, които притежават изключителна полезност за човека, са с нищожна разменяемост, обратното е при златото и среброто.
Стоката, произведена с голяма трудност, винаги струва повече отколкото стока, произведена с по-голяма лекота, даже ако всички хора мислят, че тя е по-полезна от първата. (За разлика от Жан-Батист Сей, който счита че полезността е регулатор на стойността.)
Рикардо смята, че стойността на някои редки стоки се отличава от разбирането за стойността на масовите стоки и тя се определя не от труда вложен за тяхното производство, а от тяхната рядкост или оскъдност. Към тази група причислява редки статуи, картини, монети, вина, антики. Количеството на такива стоки не може да се увеличи с никакъв труд. Тези стоки винаги имат висока стойност.

### Теория за сравнителните предимства
По отношение на външната търговия Рикардо е привърженик на икономическия либерализъм и е за пълна свобода на външната търговия. Външната търговия според него трябва да се основава на международно географско разделение на труда. Страните трябва да се специализират в производството на дадени стоки според своите ресурси и условия.
Понижаването на цените води до засилване на износа. Търговският баланс постепенно се превръща от пасивен в активен. Ако търговията е свободна, то пасивният търговски баланс не може да се задържи дълго в една страна. При свободна международна обмяна не може да има нито излишно, нито достатъчно количество пари.